# Paris la nuit (court métrage)
Pour les articles homonymes, voir Paris la nuit.
Pour plus de détails, voir Fiche technique et Distribution.
Paris la nuit est un documentaire français réalisé par René Clément, sorti en 1939.

## Fiche technique
- Titre français : Paris la nuit
- Réalisation : René Clément
- Pays d'origine :  France
- Langue originale : français
- Format : noir et blanc — 35 mm — 1,37:1 — son Mono
- Genre : Documentaire
- Dates de sortie :  France : 1939